# فرانک پاشه
فرانک پاشه (انگلیسی: Frank Pasche؛ زادهٔ ۱۹ مارس ۱۹۹۳) دوچرخه‌سوار اهل سوئیس است.